# Fibreno

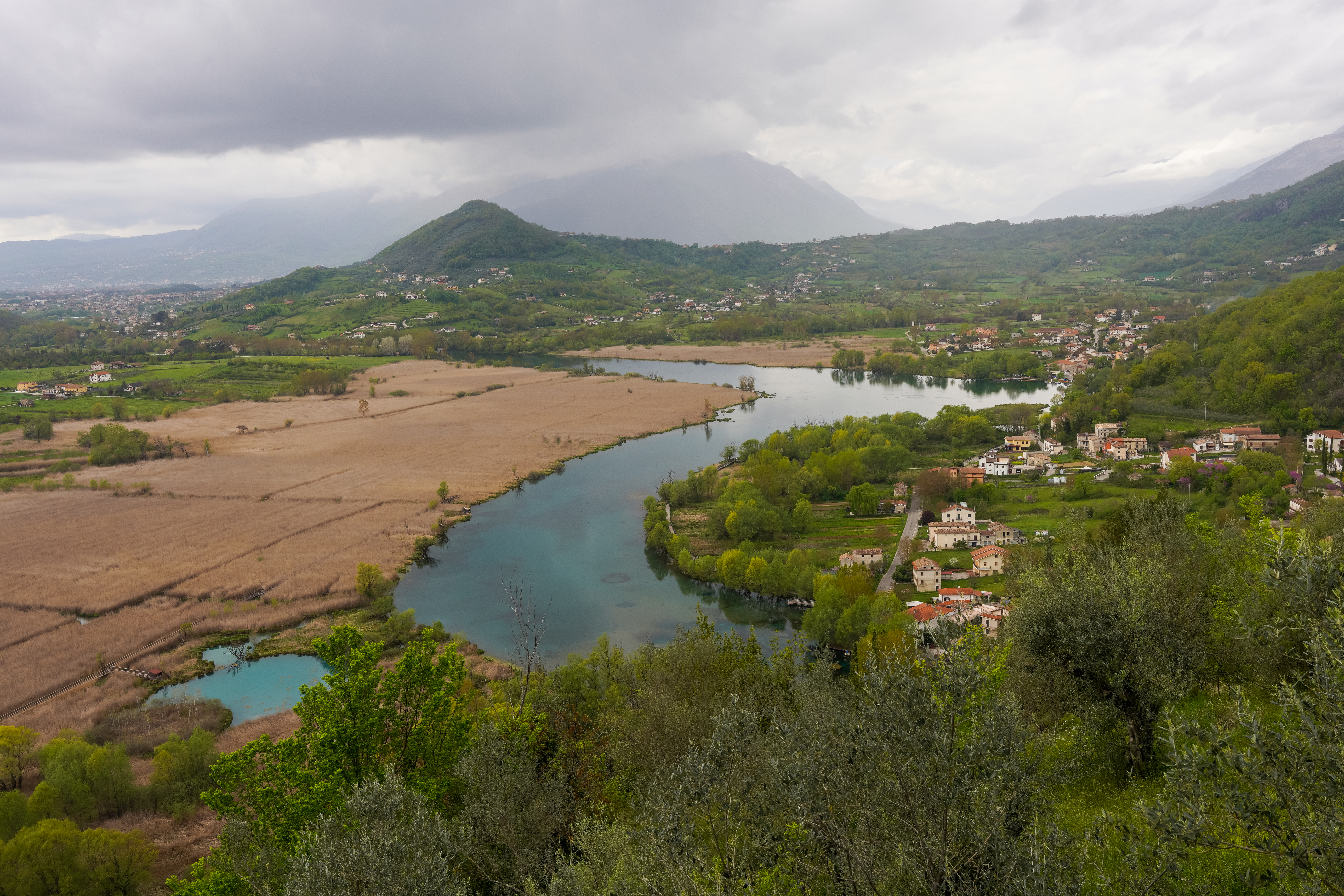
Lago di Posta Fibreno

Il fiume Fibreno, noto anche come il "fiume di Cicerone", sorge dalle acque cristalline dell'omonimo lago, nella Riserva naturale lago di Posta Fibreno. 
Poco prima di abbandonare il comune di Posta Fibreno, incontra presso la storica Villa Gallio il Rio Carpello, suo principale affluente per la portata delle acque. Entra poi nel territorio comunale di Broccostella e, dopo aver ricevuto le acque del torrente Il Rio, che sorge sotto Fontechiari, raggiunge Carnello (frazione di Sora, Isola del Liri e Arpino), dove un salto naturale è captato da una centrale e sfruttato per la produzione di energia idroelettrica. Dopo Carnello, esso segna il confine tra Sora e Isola Liri. Nel comune di Isola, alla sinistra orografica formava il Lago Tremoletto, oggi bonificato e trasformato in parco pubblico. Confluisce nel Liri presso l'Abbazia di San Domenico di Sora (dove forma una piccola isola), fornendogli una portata media costante di quasi 11 m³/s. 
La durezza delle acque (ricche di calcare) ha favorito l'insediamento lungo le sue sponde di una serie di cartiere storiche o moderne, un tempo celebri anche a livello nazionale, prima di subire il declino causato dall'annessione al Regno di Sardegna. Oltre alla già citata centrale idroelettrica di Carnello, una presa delle sue acque attiva, a San Domenico nel comune di Sora, un'altra turbina, la quale produce energia per lo stabilimento delle Cartiere Burgo.

## Il fiume Fibreno nel De legibus di Marco Tullio Cicerone
Una ampia descrizione delle bellezze del Fibreno è riportata nel De legibus di Marco Tullio Cicerone.
Marco: - Certamente; molto volentieri infatti io mi fermo in quel posto, sia quando sono intento ad elaborare qualche progetto solo con me stesso, sia quando scrivo o leggo qualcosa. 
[2] Attico: - Quanto a me, che sono venuto qui proprio in questa stagione, non sono stanco di saziarmene, ed al confronto mi sembrano un nulla le magnificenze delle ville ed i pavimenti di marmo ed i soffitti a cassettoni, come pure quei canali d'acqua che questa gente chiama Nili ed Euripi. Chi non sorriderebbe soddisfatto dopo aver visto questo paesaggio? Come tu poco fa discutendo di legge e di diritto riconducevi tutto alla natura, così anche in queste cose, che sono apprezzate per la distensione e la gioia dell'animo, quella che domina è la natura. Per questo io prima mi stupivo, pensando che in questi luoghi non vi fossero altro che rocce e montagne, ed a ciò mi spingevano le tue orazioni ed i tuoi versi. Mi stupivo, come ho detto, che tu provassi tanto godimento in questi luoghi; ora invece mi stupisco che durante le tue assenze da Roma tu possa stare in qualche altra località. 
[3] Marco: - Ma io, quando posso assentarmi per parecchi giorni, specialmente in questa stagione, vengo sempre a cercare l'amenità e la salubrità di questi posti, e purtroppo ciò mi è consentito molto raramente. Comunque mi dà motivo di allegria un'altra ragione ancora, che non ti riguarda da vicino, Tito. 
Attico: - E qual è mai questa ragione? 
Marco: - A dire il vero, questa è la patria comune mia e di mio fratello; infatti noi qui discendiamo da un antichissimo ceppo, sono qui le tradizioni religiose, qui la stirpe, qui molte tracce dei nostri antenati. Cos'altro? Ebbene, guarda questa villa, così com'è adesso, ristrutturata più riccamente per l'interessamento di nostro padre, ìl quale, a causa della salute malferma, qui trascorse quasi tutta la sua vita nelle occupazioni letterarie. Sappi che io sono nato proprio qui, quando era ancora in vita mio nonno e la villa era piuttosto piccola, secondo l'usanza antica, come quella di Curio in Sabina. Per questo c'è, nascosto nel profondo del mio animo e dei miei sentimenti, qualcosa di indefinibile, per cui questo luogo mi è ancora più caro, se è vero che anche quel famoso eroe molto saggio, per rivedere Itaca, è scritto che abbia rinunziato all'immortalità.»

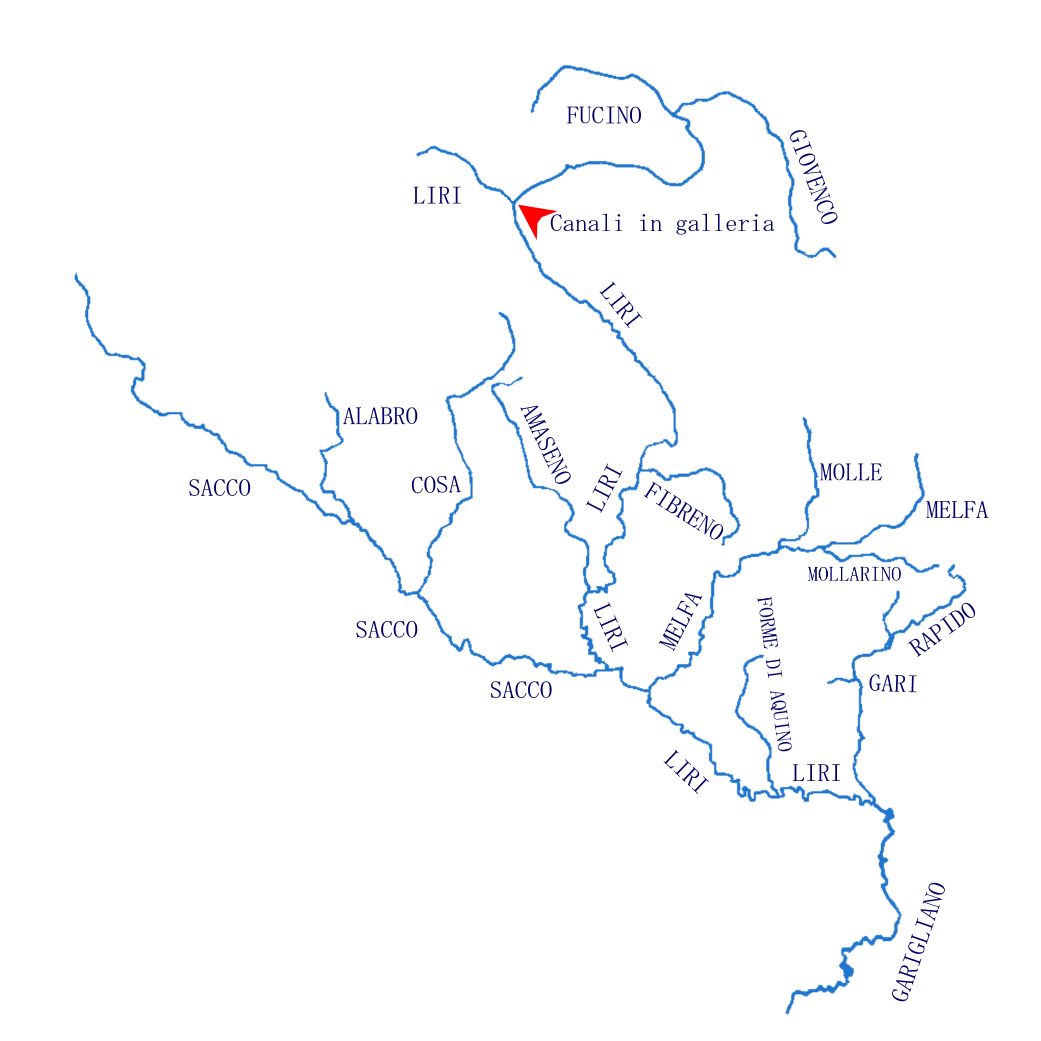
Schema del bacino idrografico Liri-Garigliano

Marco: - Sono lieto di averti mostrato quella che è quasi la mia culla.»